# Conwy (comunità)

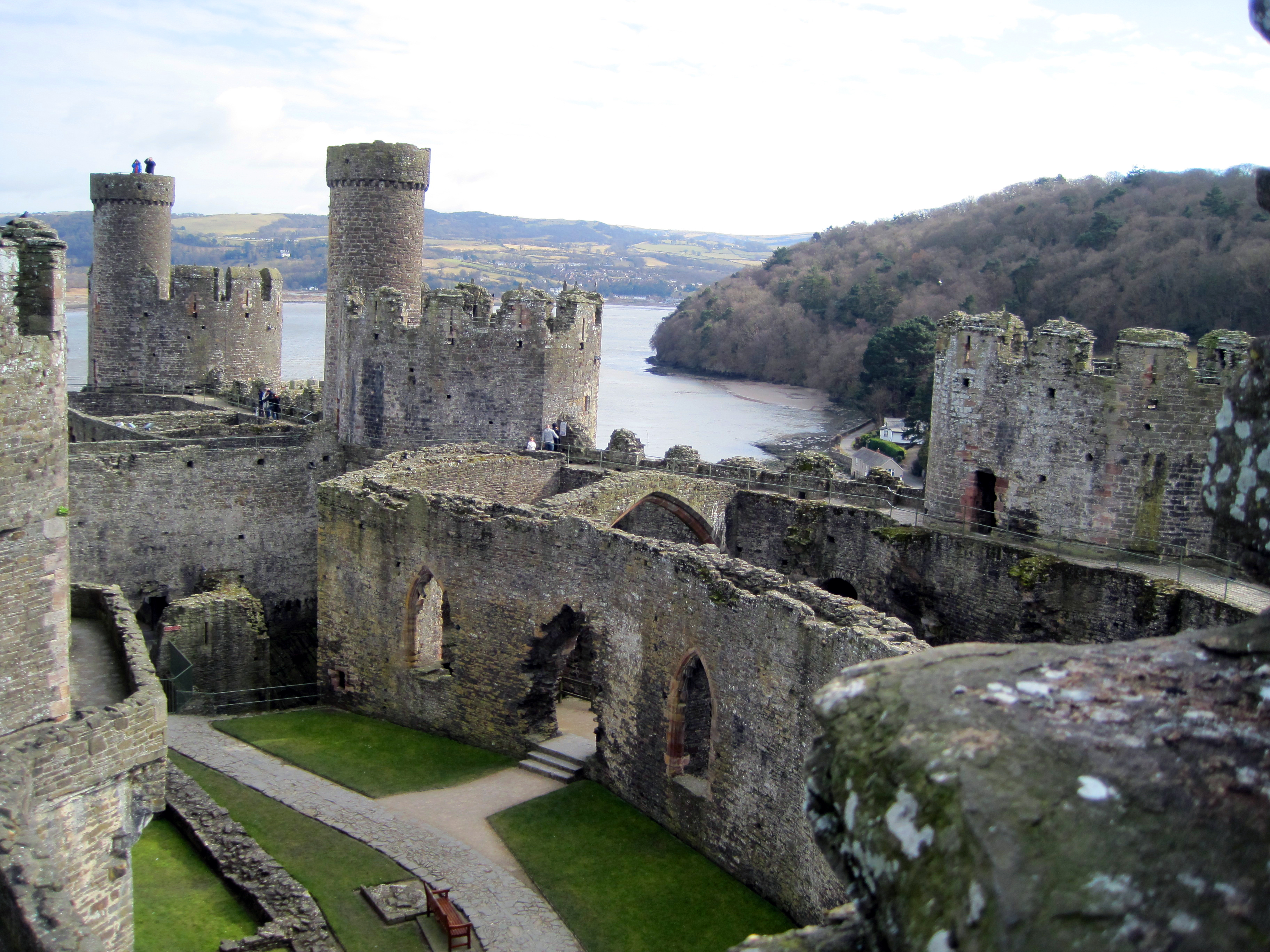
Conwy (Galles): il castello

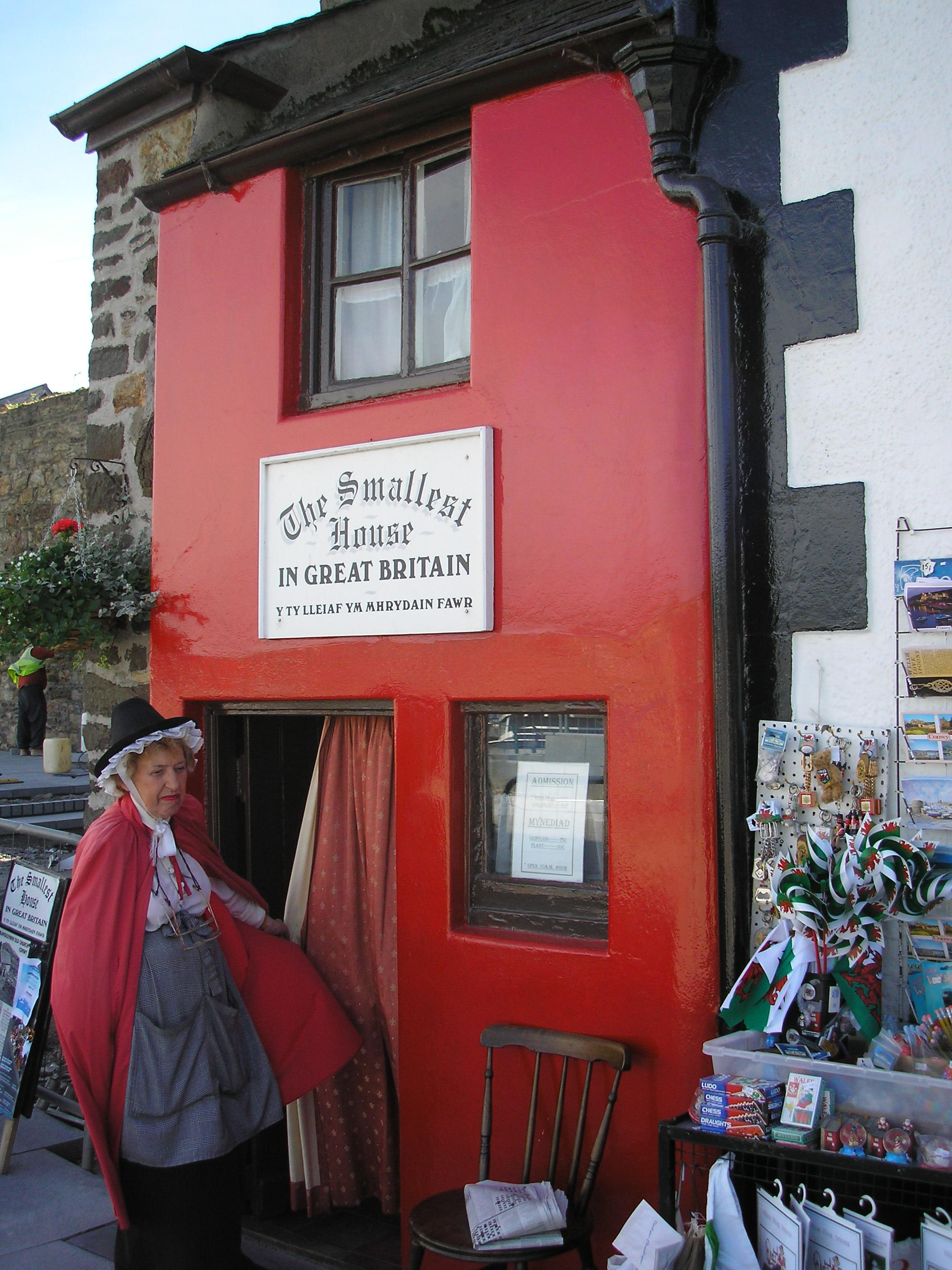
Conwy: la casa più piccola della Gran Bretagna

Conwy  (un tempo: Conway; 14.000 ab. circa) è una comunità del Galles, capoluogo del distretto omonimo, situata lungo l'estuario del fiume omonimo, di fronte alla baia di Liverpool (Liverpool Bay; Mare d'Irlanda).

## Geografia fisica

### Collocazione
Conwy si trova ad est di Bangor, da cui dista circa 37 km, e di Beaumaris, e ad appena 7 km a sud di Llandudno.

### Popolazione
Al censimento del 2001, la comunità contava 14.208 abitanti.

## Edifici e luoghi d'interesse
Conwy è una cittadina fortificata, circondata da antiche mura.
Il monumento più famoso di Conwy è il castello medievale, unitamente al dirimpettaio ponte sul fiume Conwy. A Conwy si trova inoltre la casa più piccola della Gran Bretagna.
Altri edifici d'interesse sono:
- Plas Mawr, edificio della fine del XVI secolo, ritenuto l'edificio in stile elisabettiano meglio conservato di tutto il Regno Unito[6]

## Galleria d'immagini

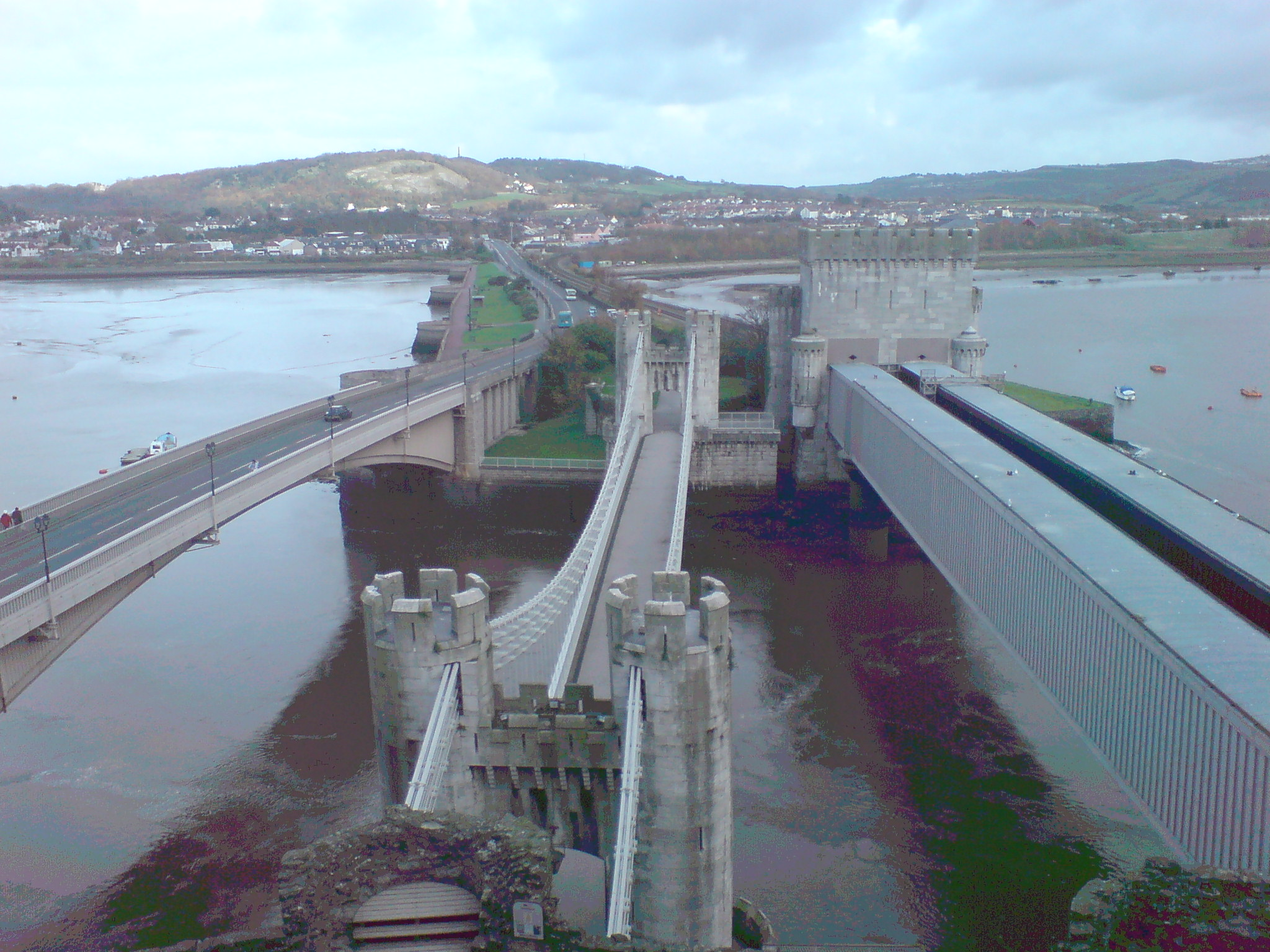
Conwy: il ponte sul fiume Conwy
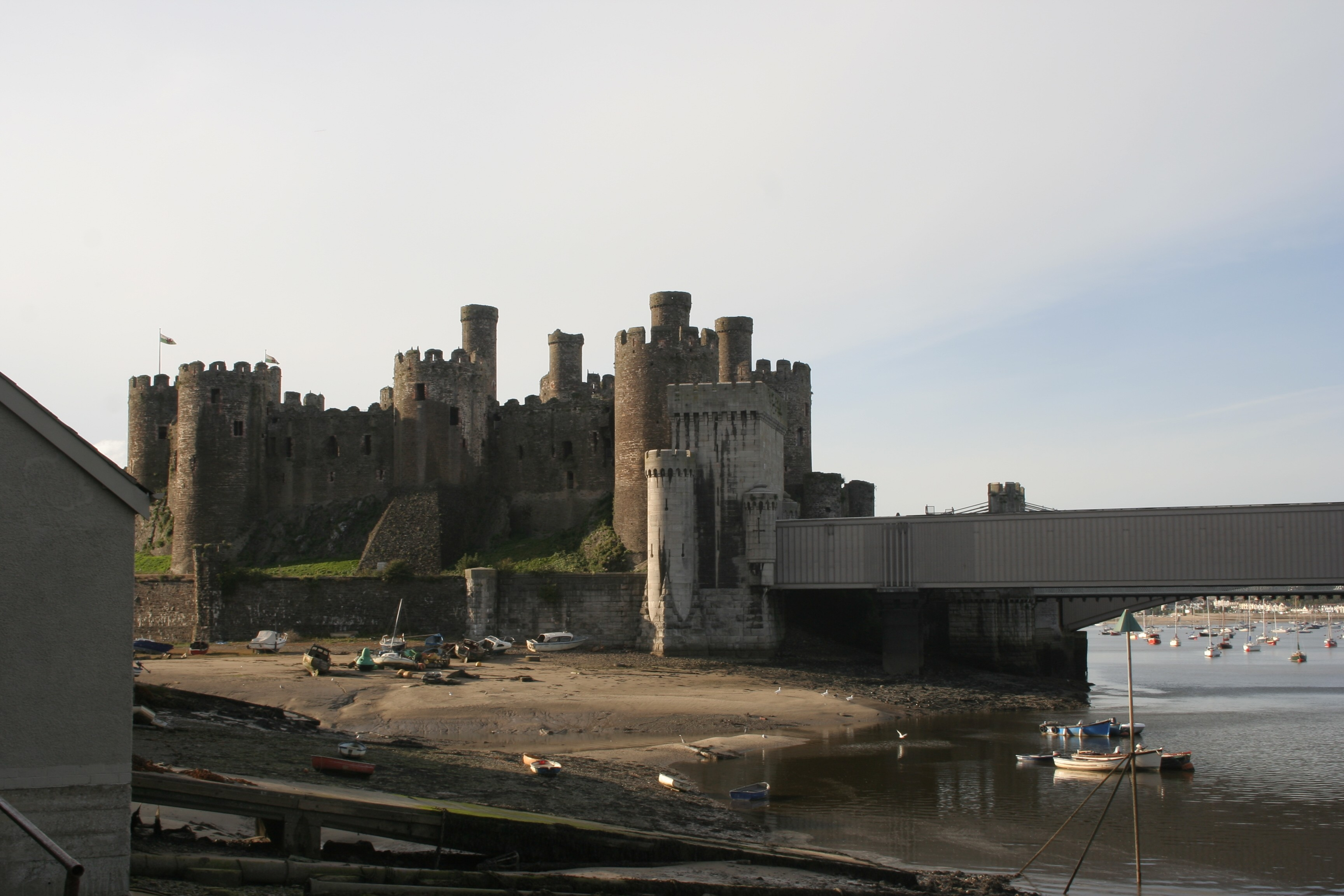
Conwy: il castello
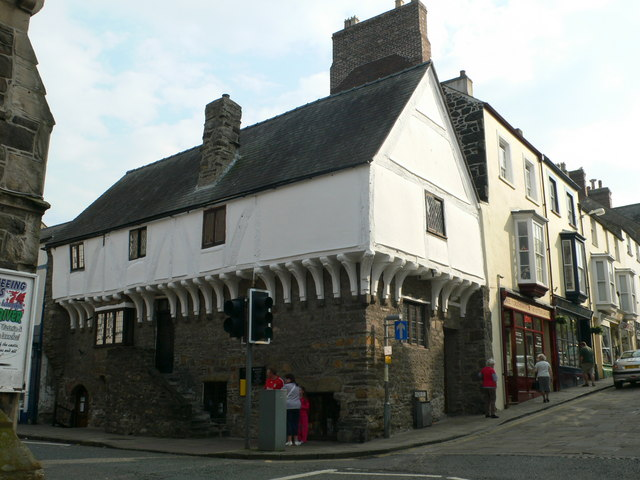
Conwy: edifici storici
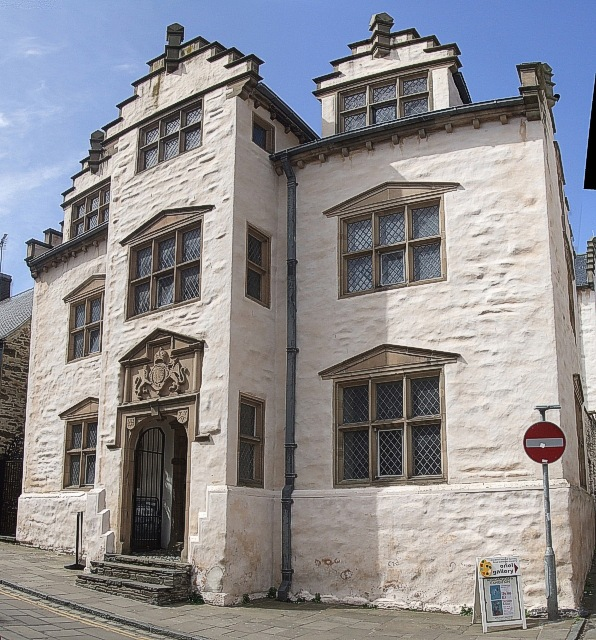
Conwy: Plas Mawr